# Tychów Stary
Tychów Stary est une localité polonaise de la gmina de Mirzec, située dans le powiat de Starachowice en voïvodie de Sainte-Croix.